# Porstendorf (Mittelpöllnitz)
Porstendorf ist ein Ortsteil von Mittelpöllnitz im Saale-Orla-Kreis in Thüringen.

## Geografie
Porstendorf liegt  bei Triptis an der Bundesstraße 2 im Abschnitt Triptis – Gera. Nachbardörfer sind westlich Geroda, nördlich Birkhausen, östlich Niederpöllnitz und südlich Mittelpöllnitz. Am Nordrand der Gemarkung schließt ein großes Waldgebiet (Bickert) an. Östlich tangiert die Bahnstrecke Saalfeld-Gera die Flur. Um den Ort liegen Teiche und die Feldflur.

## Geschichte
Die urkundliche Ersterwähnung erfolgte am 30. Juli 1416. Die Bockwindmühle wurde 1837 gebaut und hat bis 1936 mit Wind gearbeitet. Sie wurde 1977 restauriert und besitzt seitdem Rutenattrappen. Am 1. Juli 1950 wurde Porstendorf nach Mittelpöllnitz eingemeindet.

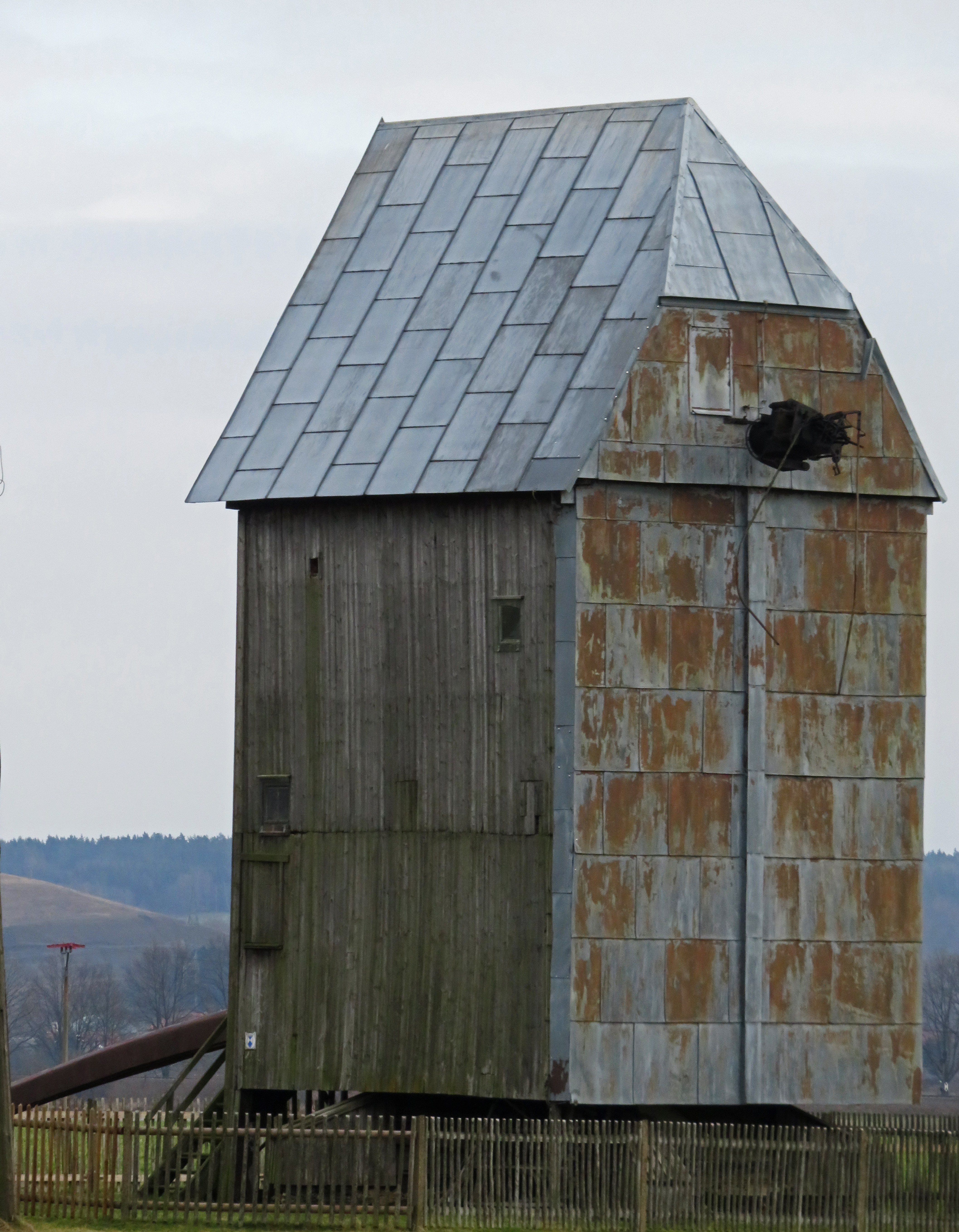
Bockwindmühle in Porstendorf

## Wirtschaft
Von jeher war der Ort landwirtschaftlich geprägt. Mehrere größere Bauernwirtschaften waren bis 1945 ansässig, die nach 1952 zwangskollektiviert wurden. Nach der Wende fanden die Bauern neue Formen der ländlichen Bewirtschaftung.
Heute haben sich neben der Landwirtschaft Baubetriebe, ein Auto-Gebrauchtwagenhändler und andere Betriebe etabliert.